# Kevin Stewart (calciatore)
Kevin Stewart (Enfield, 7 settembre 1993) è un ex calciatore giamaicano con cittadinanza britannica, di ruolo centrocampista o difensore.

## Caratteristiche tecniche
Mediano, può giocare anche come difensore centrale.

## Carriera
Tra le stagioni 2015-2016 e 2016-2017 ha giocato complessivamente 11 partite nella prima divisione inglese con il Liverpool.

## Palmarès

### Club

#### Competizioni nazionali
- Campionato inglese di quarta divisione: 1

Burton Albion: 2014-2015